# Маскья, Хуан Крус
Хуа́н Крус Ма́скья Пайсе́э (исп. Juan Cruz Mascia Paysée; род. 3 января 1994, Монтевидео) — уругвайский футболист, нападающий клуба «Пласа Колония».

## Клубная карьера
Маскья — воспитанник столичного клуба «Мирамар Мисьонес». 20 февраля 2011 года в матче против «Данубио» он дебютировал в уругвайской Примере. 22 декабря в поединке уругвайской Сегунды против «Депортиво Мальдонадо» Хуан забил свой первый гол за «Мирамар». В начале 2013 года он «Насьональ». Сумма трансфера составила 300 тыс. евро. 18 мая в матче против столичного «Расинга» Маскья дебютировал за новый клуб, заменив во втором тайме Себастьяна Абреу. 25 мая в поединке против «Прогресо» Хуан забил свой первый гол за «Насьональ».
В начале 2015 года Маскья на правах аренды перешёл в «Монтевидео Уондерерс». 14 февраля в матче против «Эль Танке Сислей» он дебютировал за новый клуб. Летом Хуан вернулся в «Насьональ».

## Международная карьера
В 2011 году Маскья в составе юношеской сборной Уругвая принял участие в юношеском чемпионате Южной Америки в Эквадоре. На турнире он сыграл в матче против Боливии, Бразилии, Парагвая, Колумбии и дважды против Эквадора и Аргентины. В поединках против боливийцев, аргентинцев, парагвайцев и колумбийцев Хуан забил шесть голов и стал лучшим бомбардиром турнира.
В том же году Маскья завоевал серебряные медали юношеского чемпионата мира в Мексике. На турнире он сыграл в матчах против команд Канады и Руанды. В поединке против канадцев Хуан забил гол.
В 2015 году Маскья стал победителем Панамериканских игр в Канаде. На турнире он сыграл в матчах против Парагвая, Бразилии и дважды Мексики.

## Достижения
Международные
Уругвай (до 17)
- Серебряный призёр юношеского чемпионата мира — 2011

Уругвай (до 21)
- Серебряный призёр молодёжного чемпионата мира — 2013

Уругвай (до 22)
- Чемпион Панамериканских игр — 2015

Личные
- Лучший бомбардир юношеского чемпионата Южной Америки 2011